# 穆西基 (伊萬基夫區)
51°3′1″N 29°46′29″E / 51.05028°N 29.77472°E
穆西基（烏克蘭語：Мусійки）是位於烏克蘭北部的村莊，由基辅州维什霍罗德区的伊萬基夫市鎮負責管轄。該村面積2.85平方公里，海拔高度141米，2001年人口536，人口密度每平方公里188.1人。